# اکساپروزین
اکساپروزین (انگلیسی: Oxaprozin) که با نام Oxaprozinum هم شناخته می‌شود، یک داروی ضدالتهابی غیراستروئیدی (NSAID) است که برای تسکین التهاب، تورم، سفتی و درد مفاصل مرتبط با آرتروز و روماتیسم مفصلی به کار می‌رود. این دارو از نظر شیمیایی، مشتق پروپانوئیک اسید است.  ایمنی و اثربخشی تنها در کودکان بالای ۶ سال مبتلا به آرتریت روماتوئید نوجوانان ثابت شده است و در افراد مسن خطر عوارض جانبی افزایش می‌یابد.